# Trox plicatus
Trox plicatus är en skalbaggsart som beskrevs av Robinson 1940. Trox plicatus ingår i släktet Trox och familjen knotbaggar. Inga underarter finns listade i Catalogue of Life.

## Bildgalleri

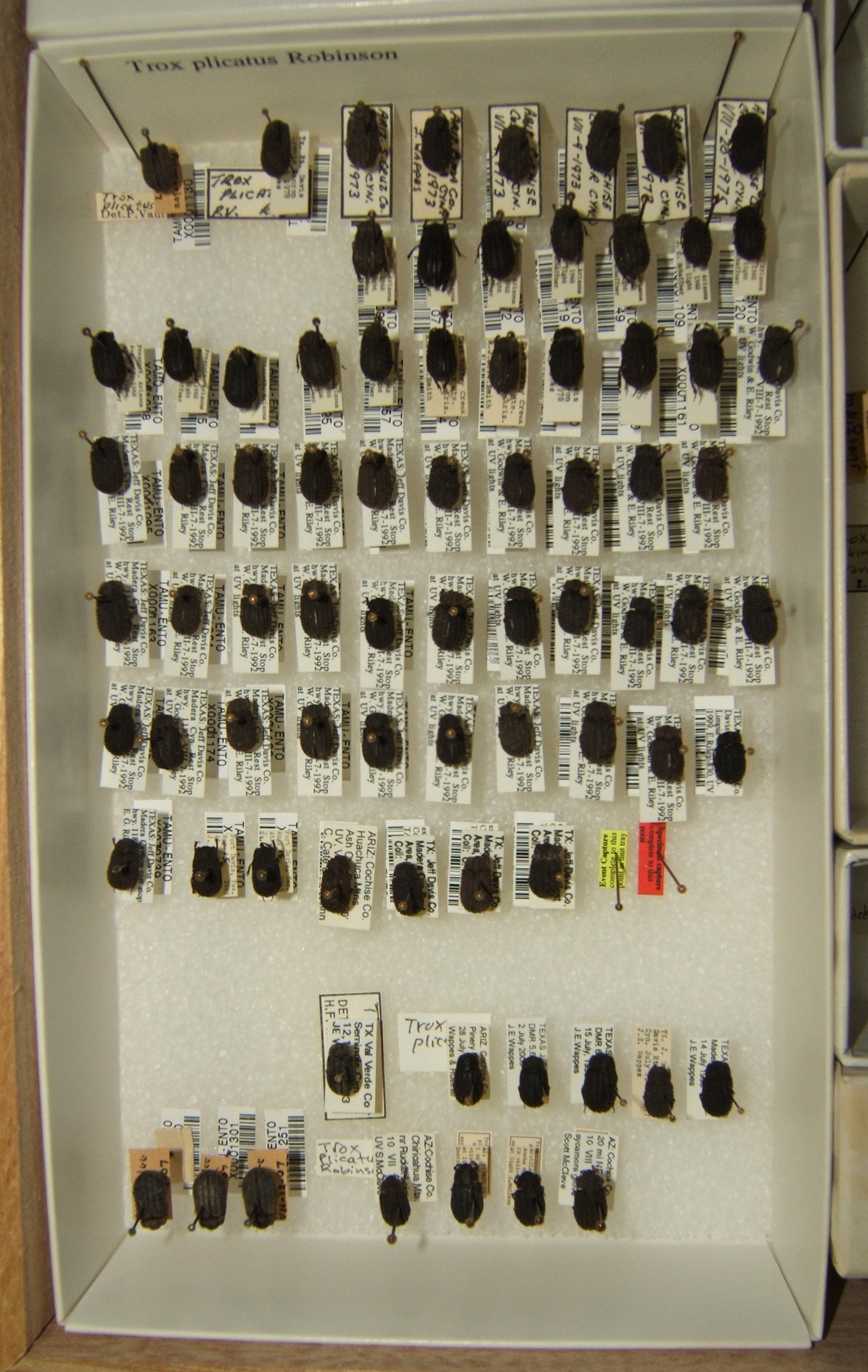